# Alfred Schweizer
Alfred Schweizer (* 4. November 1941 in Sevelen SG) ist ein Schweizer Komponist.

## Leben
Nach der Matura in Solothurn studierte er Musikwissenschaft bei Arnold Geering und Lucie Dikenmann-Balmer und Sprachen an der Universität Bern. Von 1963 bis 1966 folgte eine praktisch-musikalische Ausbildung bei Sándor Veress und Theo Hirsbrunner am Konservatorium Bern. Von 1967 bis 1972 studierte er Komposition bei Klaus Huber an der Musik-Akademie der Stadt Basel, 1986/87 weitere Studien bei Gerald Bennett, Bruno Spoerri und Rainer Boesch am Schweizerischen Zentrum für Computermusik in Oetwil am See.
Im Jahr 1969 wurde er Lehrer für Theorie am Konservatorium Winterthur. Zwischen 1970 und 2003 unterrichtete er Komposition und Musiktheorie am Konservatorium Biel. 1981 war er in Biel Gründer der zeitgenössischen Konzertreihe „classic 2000“ und 1986 des gleichnamigen CD-Labels. 2002/03 gehörte er zu den Gründungsmitgliedern des Festivals L’art pour l’Aar in Bern.
Seine Werke wurden im In- und Ausland aufgeführt u. a. in Deutschland und Osteuropa und bei Müller & Schade verlegt.
Alfred Schweizer wohnt in Twann.

## Auszeichnungen
- 1977 Preisträger am internationalen Kompositionswettbewerb «Gino Marinuzzi» in Sanremo mit dem Orchesterstück Nr. 1 «…cielo azzurro…»
- 1987 Anerkennungspreis der Pro Arte Stiftung
- 1995 Anerkennungspreis der Musikkommission des Kantons Bern
- 2001 Kulturpreis der Stadt Biel

## Werke (auf Tonträger)
- Concertino für Violine und Streicher, 1979–81
- ATON, 1981/82
- MANTRA avec violon fou, 1987
- Orchesterstück Nr. 3, 1989
- Klaviermusik 1 und Klaviermusik 2, 1990
- Metamusik für Streicher und Schlagzeug, 1990
- Verwandlungen, 1991
- Musik für Querflöte und Tasteninstrument, 1994
- Gitarrenmusik 3, 1994
- Klaviermusik 3, 1995